# Tapinauchenius violacea
Tapinauchenius violacea is een spin uit de familie vogelspinnen (Theraphosidae) en lid van het geslacht Tapinauchenius. Deze spin treft men voornamelijk aan in Brazilië.